# Welcome Ncita
Welcome Ncita (* 30. März 1960 in Mdantsane, Südafrika) ist ein ehemaliger südafrikanischer Boxer im Superbantamgewicht. Er wurde von Emanuel Steward trainiert.

## Profi
Am 31. März im Jahre 1984 gab er erfolgreich sein Profidebüt. Am 10. März des Jahres 1990 wurde er Weltmeister der IBF, als er Fabrice Bénichou durch einstimmige Punktentscheidung bezwang. Diesen Gürtel verteidigte er insgesamt sechs Mal hintereinander und verlor ihn im Dezember 1992 an Kennedy McKinney.
Im Jahre 1998 beendete er seine Karriere.